# Veliký znak republiky Československé

Veliký znak republiky Československé

Veliký znak republiky Československé byl jedním ze státních symbolů Československé republiky v letech 1920–1939 a 1945–1960. Byl zaveden zákonem Národního shromáždění republiky Československé č. 252/1920 Sb. z 30. března 1920. V době druhé republiky se užíval méně, využíván byl především střední znak.

## Historie a použití
Veliký znak byl zaveden, spolu s malým a středním znakem, zákonem č. 252/1920 Sb. ze dne 30. března 1920. Používání tohoto znaku bylo vyhrazeno Národnímu shromáždění a prezidentu republiky.
Znak byl umístěn na vlajce prezidenta republiky používané v letech 1920 až 1939, ale také v poválečných letech 1945 až 1960, což je paradoxní, neboť po druhé světové válce přišla ČSR o území Podkarpatské Rusi, ale její znak byl stále součástí velikého znaku na vlajce prezidenta republiky.

## Popis
Veliký znak republiky Československé je tvořen štítem (se srdečním štítem).

### Srdeční štít
Na srdečním štítu je znak Čech: na červeném štítě stříbrný dvouocasý lev ve skoku, se zlatou korunou a zbrojí.

### Štít
Štít je dělený na sedm polí třemi vodorovnými pruhy tak, že vrchní dva pruhy jsou rozděleny na dvě pole a spodní na tři pole.
V horním pravém (heraldicky) poli je znak Slovenska: na červeném štítě tři modré vrchy, na prostředním z nichž stříbrný patriarší kříž. V levém horním rohu znak Podkarpatské Rusi: štít polcený, v pravé části modré pole s třemi zlatými břevny; v levé části stříbrné pole se stojícím červeným medvědem.
Ve středním pravém poli je znak Moravy: na modrém štítě stříbrně a červeně šachovaná orlice se zlatou korunou a zbrojí (moravská orlice). Ve středním levém poli znak Slezska: na zlatém štítě zlatě korunovaná černá orlice s červenou zbrojí a stříbrnou pružinou zakončenou jetelovými trojlístky a uprostřed zdobenou křížkem.
V dolním pravém poli je znak Těšínska: na modrém štítě zlatá orlice. V dolním prostředním poli znak Opavska: červeně a bíle polcený štít. (Takovéto pořadí barev však zavedli až Lichtenštejnové roku 1614; v předchozích staletích byl opavský znak obráceně: stříbrné/bílé pole štítu heraldicky vpravo a červené vlevo.) V dolním levém poli znak Ratibořska (jehož součástí dříve bylo i ČSR připojené Hlučínsko): polcený štít, v pravé části modré pole se zlatou korunovanou orlicí; v levé části polcené bílé a červené pole.

### Štítonoši
Po pravé i levé straně štítu stojí zlatý dvouocasý korunovaný lev. Štítonoši stojí na lipových ratolestech, pod nimi je stuha s nápisem „Pravda vítězí“.

## Oficiální popis
Oficiální popis velikého znaku podle zákona č. 252/1920 Sb. ze dne 30. března 1920, kterým se vydávají ustanovení o státní vlajce, státních znacích a státní pečeti:
| „ | Veliký znak republiky Československé skládá se ze štítu předního a zadního. Na předním jest znak český: na červeném štítě stříbrný dvouocasý lev ve skoku v pravo hledící, úst rozžavených, s jazykem vyplazitým, drápy a čelenkou, vše zlaté barvy. Zadní štít jest rozdělen na sedm polí třemi vodorovnými pruhy tak,že vrchní dva jsou rozpůleny, třetí spodní třikráte dělen. V horním pravém poli jest znak slovenský: na červeném štítě tři modré vrchy, z nichž na prostředním vyšším vztyčen jest stříbrný kříž patriarší. V levém horním poli jest znak Podkarpatské Rusi: štít na zdél rozdělený; v pravém, modrém poli tři zlatá břevna, v levém, stříbrném poli stojící červený medvěd v pravo hledící. V pravém spodním poli znak moravský: na modrém štítě v pravo hledící orlice s čelenkou stříbrně a červeně šachovaná. V levém středním poli znak slezský: na zlatém štítě v pravo hledící černá orlice s čelenkou o červené zbroji se stříbrnou pružinou na prsou, zakončenou jetelovými trojlístky a uprostřed zdobenou křížkem. V pravém spodním poli znak Těšínska: na modrém štítě zlatá orlice v pravo hledící. Ve spodním středním poli znak Opavska: štít červeně a bíle rozpůlený. V levém spodním poli znak Ratibořska:štít rozpůlený; v pravém modrém poli zlatá orlice s čelenkou v pravo hledící, levé pole bílé a červeně rozpůlené. Po pravé i levé straně štítu stojí zlatý lev dvouocasý s čelenkou jakožto strážce štítu. Pod štítem vine se stuha, na níž se čte heslo: "Pravda vítězí." | “ |

## Jednotlivé znaky
|                |                        |
| Znak Slovenska | Znak Podkarpatské Rusi |

|               |              |                 |
| Znak Moravy   | Znak Čech    | Znak Slezska    |
|               |              |                 |
| Znak Těšínska | Znak Opavska | Znak Ratibořska |

## Galerie

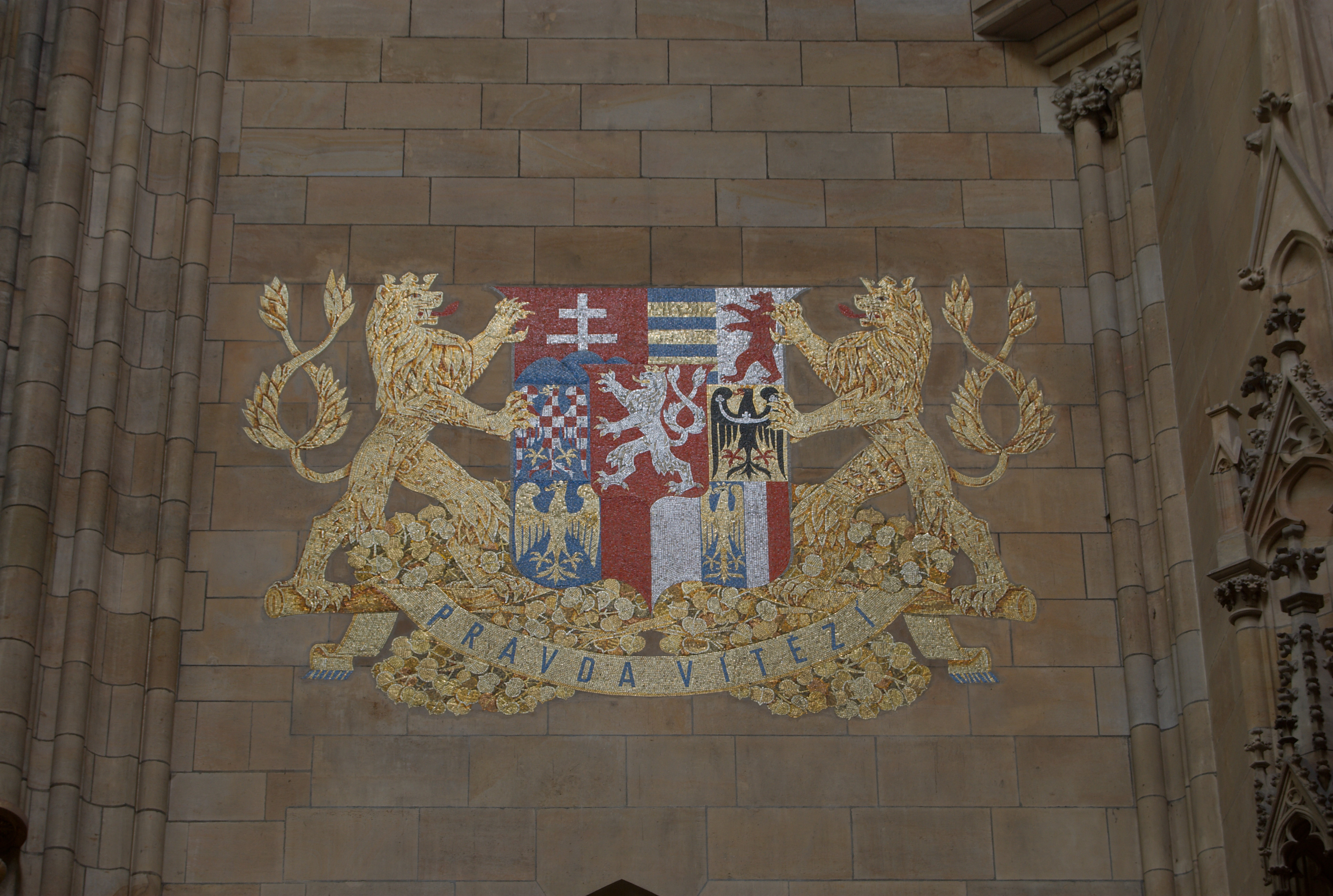
Veliký státní znak v katedrále sv. Víta
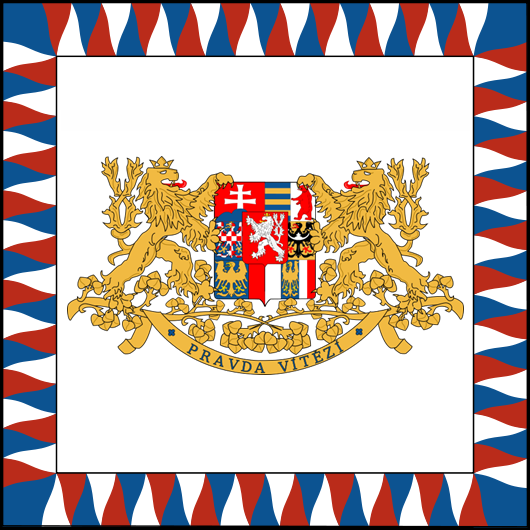
Prezidentská standarta 1918–1939 a 1945–1960